# Gelfandring
Inom matematiken är en Gelfandring en associativ ring R med identitetselement så att om I och J är skilda högerideal finns det element i och j så att iRj=0, i är inte i I och j är inte i J. 
Mulvey (1979) introducerade dem som ringar för vilka man kan bevisa en generalisering av Gelfanddualiteten och uppkallade dem efter Israel Gelfand.